# Lifehouse

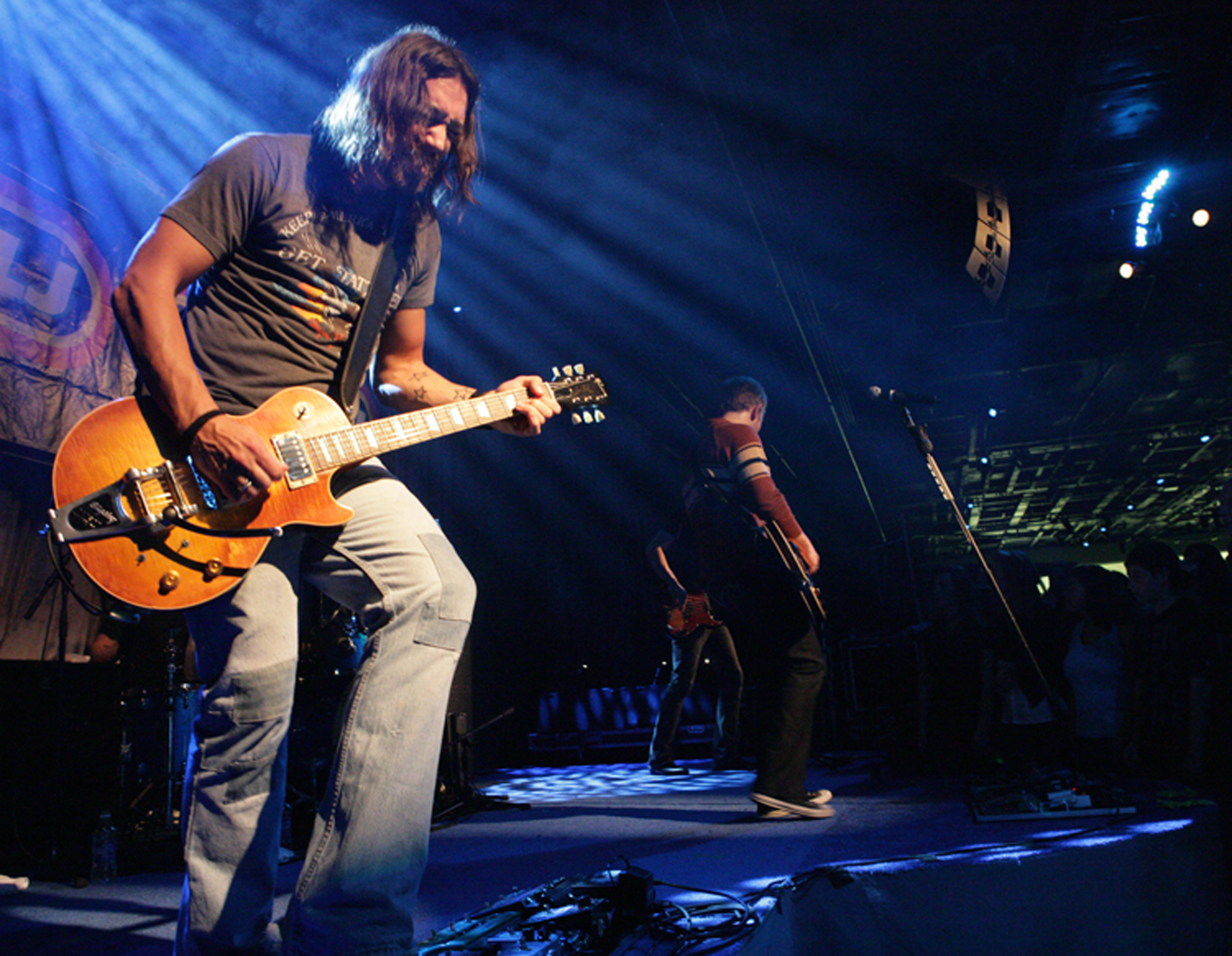
Concierto en Nueva York en 2008.

Lifehouse es una banda de rock alternativo estadounidense procedente de Malibú, California.

## Historia
Jason Wade es el compositor, guitarrista y vocalista principal de la banda y el único miembro original que queda en el grupo. Su particular voz es el elemento más distintivo de la banda.
Blyss, fue el grupo predecesor de Lifehouse, una banda que Jason creó de joven, ya bajo la tutela del que sería después su productor, Ron Aniello. En 1996 creó su primer y único disco, Diff's Lucky Day, el cual fue publicado en 1999. El grupo californiano llamó la atención de la sección musical de DreamWorks, que no tardaron en ficharlos y en centrar la imagen del grupo en Jason.
Es considerablemente un grupo que nos lleva a la reflexión en su álbum titulado Stanley Climbfall, cuyos temas Spin y Take Me Away lograron un inesperado éxito.
En el año 2005 la banda sacó a la venta su tercer disco, titulado Lifehouse. Este álbum hizo su presentación en la aparición del grupo en el capítulo Spirit, de la cuarta temporada de la serie Smallville. En este capítulo la banda estadounidense tocó cuatro canciones del nuevo disco, lo que le sirvió como plataforma de lanzamiento. El sencillo You and Me, primero del tercer disco, rompió todos los récords de ventas de la propia banda y ha sido declarado por variedad de expertos como la mejor canción del año 2005. El segundo sencillo del álbum fue Blind. En 2007 consiguieron el patrocinio de Delgado Technical College, por el empresario accionista de Intel Corporation, año en el cual, el 19 de junio sacaron a la venta su cuarto álbum Who We Are, un éxito rotundo con su primer sencillo First Time, uno de los discos más descargados en Internet. Who We Are refleja como fueron los chicos a principios de su carrera musical en los suburbios de Los Ángeles (California).
El 8 de diciembre de 2009, publicaron su quinto álbum de estudio, Smoke & Mirrors, cuyo primer sencillo fue Halfway Gone, un tema rápido, con potentes coros y un estribillo pegadizo que no ha hecho más que aumentar la popularidad del grupo por la buen acogida con que ha sido recibido; y su segundo sencillo All in. Sobre su disco Smoke & Mirrors dicen haber capturado la fuerza de sus directos, mostrando el lado más rock de la banda. Canciones como Smoke & Mirrors, Wrecking Ball y Had Enough (con Chris Daughtry como invitado) lo demuestran. Sin embargo no se han olvidado de los millones de personas que escucharán sus temas en la radio, razón por la cual también han incluido en este, pistas como All In, Here Tomorrow Gone Today y su primer sencillo Halfway Gone, canciones muy pegadizas y que sin duda sonarán en las emisoras durante mucho tiempo.
Smoke & Mirrors define lo mejor que Lifehouse puede ofrecer, mostrando a una banda que no sólo hace discos de éxito sino que sabe cómo "romper" un escenario.
El 11 de septiembre de 2012 saco su nuevo sencillo de su sexta producción discográfica llamado "Between The Raindrops" junto con Natasha Bendingfield.
En mayo de 2015 lanzó su séptimo álbum de estudio titulado Out of the Wasteland editado por la discográfica independiente Ironworks.

## Discografía

### Álbumes
| Álbum                | Lanzamiento              | Discográfica       |
| -------------------- | ------------------------ | ------------------ |
| No Name Face         | 31 de octubre de 2000    | DreamWorks Records |
| Stanley Climbfall    | 17 de septiembre de 2002 | DreamWorks Records |
| Lifehouse            | 22 de marzo de 2005      | Geffen Records     |
| Who we are           | 19 de junio de 2007      | Geffen Records     |
| Smoke & mirrors      | 2 de marzo de 2010       | Geffen Records     |
| Almería              | 11 de diciembre de 2012  | Interscope Records |
| Out of the Wasteland | 26 de mayo de 2015       | Ironworks          |

DVD
- Everything (2005)

### Sencillos
| Año                  | Título                                            | Mejores posiciones en listas | Mejores posiciones en listas | Mejores posiciones en listas | Mejores posiciones en listas | Mejores posiciones en listas | Mejores posiciones en listas | Mejores posiciones en listas | Certificaciones       |              |              |              |              |              |              |              |
| Año                  | Título                                            | USA                          | USA Adult                    | USA Alt.                     | ALE                          | AUS                          | CAN                          | UK                           | Certificaciones       |              |              |              |              |              |              |              |
| No Name Face         | No Name Face                                      | No Name Face                 | No Name Face                 | No Name Face                 | No Name Face                 | No Name Face                 | No Name Face                 | No Name Face                 | No Name Face          | No Name Face | No Name Face | No Name Face | No Name Face | No Name Face | No Name Face | No Name Face |
| -------------------- | ------------------------------------------------- | ---------------------------- | ---------------------------- | ---------------------------- | ---------------------------- | ---------------------------- | ---------------------------- | ---------------------------- | --------------------- | ------------ | ------------ | ------------ | ------------ | ------------ | ------------ | ------------ |
| 2001                 | «Hanging by a Moment»                             | 2                            | 1                            | 1                            | 62                           | 1                            | —                            | 25                           | - AUS: 2× Platino     |              |              |              |              |              |              |              |
| 2001                 | «Sick Cycle Carousel»                             | —                            | —                            | 21                           | 93                           | 79                           | —                            | —                            |                       |              |              |              |              |              |              |              |
| 2001                 | «Breathing»                                       | 115                          | 19                           | —                            | —                            | —                            | —                            | —                            |                       |              |              |              |              |              |              |              |
| Stanley Climbfall    |                                                   |                              |                              |                              |                              |                              |                              |                              |                       |              |              |              |              |              |              |              |
| 2002                 | «Spin»                                            | 71                           | 13                           | 25                           | 81                           | 57                           | —                            | 77                           |                       |              |              |              |              |              |              |              |
| 2003                 | «Take Me Away»                                    | —                            | 22                           | —                            | —                            | —                            | —                            | —                            |                       |              |              |              |              |              |              |              |
| Lifehouse            |                                                   |                              |                              |                              |                              |                              |                              |                              |                       |              |              |              |              |              |              |              |
| 2005                 | «You and Me»                                      | 5                            | 1                            | —                            | —                            | 30                           | —                            | —                            | - USA: Oro - AUS: Oro |              |              |              |              |              |              |              |
| 2005                 | «Blind»                                           | —                            | 22                           | —                            | —                            | —                            | —                            | —                            |                       |              |              |              |              |              |              |              |
| Who We Are           |                                                   |                              |                              |                              |                              |                              |                              |                              |                       |              |              |              |              |              |              |              |
| 2007                 | «First Time»                                      | 26                           | 3                            | —                            | —                            | 78                           | 47                           | —                            |                       |              |              |              |              |              |              |              |
| 2007                 | «Whatever It Takes»                               | 33                           | 3                            | —                            | —                            | —                            | —                            | —                            |                       |              |              |              |              |              |              |              |
| 2008                 | «Broken»                                          | 83                           | 7                            | —                            | —                            | —                            | 84                           | —                            | - USA: Platino        |              |              |              |              |              |              |              |
| Smoke & Mirrors      |                                                   |                              |                              |                              |                              |                              |                              |                              |                       |              |              |              |              |              |              |              |
| 2009                 | «Halfway Gone»                                    | 50                           | 2                            | —                            | 35                           | 30                           | 67                           | —                            |                       |              |              |              |              |              |              |              |
| 2010                 | «All In»                                          | 101                          | 6                            | —                            | —                            | 71                           | —                            | —                            |                       |              |              |              |              |              |              |              |
| 2011                 | «Falling In»                                      | 120                          | 11                           | —                            | —                            | —                            | —                            | —                            |                       |              |              |              |              |              |              |              |
| Almería              |                                                   |                              |                              |                              |                              |                              |                              |                              |                       |              |              |              |              |              |              |              |
| 2012                 | «Between the Raindrops» (con Natasha Bedingfield) | 79                           | 21                           | —                            | —                            | —                            | 16                           | —                            |                       |              |              |              |              |              |              |              |
| Out of the Wasteland |                                                   |                              |                              |                              |                              |                              |                              |                              |                       |              |              |              |              |              |              |              |
| 2014                 | «Flight»                                          | —                            | —                            | —                            | —                            | —                            | —                            | —                            |                       |              |              |              |              |              |              |              |
| 2015                 | «Hurricane»                                       | —                            | 31                           | —                            | —                            | —                            | —                            | —                            |                       |              |              |              |              |              |              |              |

## Miembros

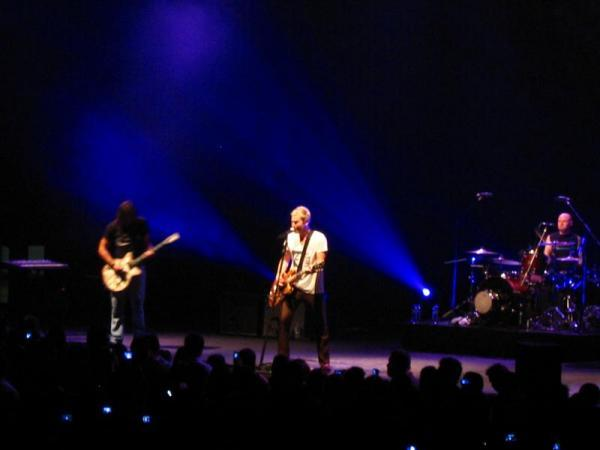
Concierto de Lifehouse en el Araneta Coliseum en Filipinas en 2008.

Actualmente sus componentes son Jason Wade, cantante, compositor y guitarrista del grupo, Rick Woolstenhulme, baterista, Bryce Soderberg, bajista y Ben Carey, guitarrista, siendo este el último en integrarse a la banda recientemente.
- Jason Wade - Guitarra y voz (1999-presente)
- Bryce Soderberg - Bajo (2005-presente)
- Rick Woolstenhulme - Batería (2002-presente)

Miembros antiguos
- Sean Woolstenhulme – guitarra líder y coros (2002–2004)
- Sergio Andrade - Bajo (1999-2004)
- Jon "Diff" Palmer - Percusión (1999-2000)
- Ben Carey - Guitarra (2009-2014) (gira musical 2004-2009)